# Tiszalúc
Tiszalúc nagyközség Borsod-Abaúj-Zemplén vármegyében, a Szerencsi járásban.

## Fekvése
Borsod-Abaúj-Zemplén vármegyei nagyközség, a Budapest–Sátoraljaújhely-vasútvonal mentén, Miskolctól 20 km távolságra, a Harangod mező délkeleti részén található, a Takta holt-tiszai torkolatánál.
A nagyközséget északról Taktaharkány, keletről a Tisza (azon túl Tiszadob), délről Kesznyéten, Girincs és Köröm, nyugatról pedig Hernádnémeti, Bőcs és Berzék határolják. Tengerszint feletti magassága 124,24 méter, legmagasabb része a Messzelátó domb (156 méter), legalacsonyabb helye a Vadvizes és a Sárrét (96 méter).

### Megközelítése
A település az ország távolabbi részei felől a 37-es főútról közelíthető meg a legegyszerűbben, Hernádkaknál letérve a 3607-es, majd a 3608-as úton. A környező települések közül Taktaharkánnyal és Körömmel egyaránt a 3611-es, Tiszadobbal és Tiszalökkel pedig a 3612-es út köti össze.
A hazai vasútvonalak közül a Budapest–Sátoraljaújhely-vasútvonal érinti, melynek egy megállási pontja van itt; Tiszalúc megállóhely a belterület északi szélén helyezkedik el, közúti elérését a 3608-as útból kiágazó 36 306-os számú mellékút (Kinizsi Pál utca) biztosítja.

## Története
Tiszaluc és környéke ősidők óta lakott hely volt. Határában a kőkorszak korai szakaszából, Kr. e. 5000-ből származó sírokat tártak fel a régészek. A rézkor középső szakaszában pedig már valóságos falu alakult ki ezen a területen. A régészeti kutatások azt igazolják, hogy a bronzkorban a község határában lévő Sarkad-pusztán emelkedő Danka-dombon sáncokkal megerősített, várszerű erődítmény állt. Az erődítményben lakott a közösség vezetőrétege, a falu pedig a domb lábánál terült el.
A település létezésére Anonymus Gesta Hungarorum című munkában is utal, amikor a magyarok honfoglalásáról írott fejezetben már név szerint említi a helyet: Árpád vezér küldöttei: Ősbő meg Velek a Tisza folyón, a Lucz-révnél átúsztattak.
A település 'Élő-Tisza' partján alakult ki. A szeszélyesen kanyargó folyószakasz a Tisza-mente egyik legárvízveszélyesebb szakasza volt. Innen zúdultak le az áradások az Alföld felé.  A Tisza-szabályozása után a nagyközség szerepe a vízi közlekedés szempontjából háttérbe szorult.
Árpád-kori település. Nevét már 1219-ben említette oklevél, melyből megtudjuk, hogy az ispotályosoknak ott már ekkor szegényházuk volt.
1261-ben pedig említették, hogy ekkor a luczi vámnak egy része az egri püspöké volt.
1290-ben a királyi peczérek földje volt, melyet Simon fia Tamás kapott adományba.
1373-ban Luczot az aurániai perjel elcserélte a Czudar családdal, amely a falut 1440-ig birtokolta.
1392-ben a Bogátradvány nemzetségből származó Luczi fia, Simon birtoka volt.
1405-ben az Isépi, Cselei és a Dobi családoké volt.
1435-ben a Dobi és a Monaki családok voltak birtokosaiként említve. Ekkor már népes hely lehetett, mivel ekkor már Felső és Alsó jelzőkkel két szomszédos község viselte e nevet.
1440-ben a Czudarok a maguk részét a Rozgonyiaknak adták zálogba, és ugyanezt teszik 1450 körül a Monakiak is, ekkor a Ruszkai Kornisok lettek zálogos urai.
1492-ben Beatrix királyné Felsőluczot visszabocsátotta Monaki Mihály birtokába.
1567-ben a törököktől elpusztított helyek között volt említve.
1598-ban, a mikor a török hódoltsághoz tartozott, a törökön kívül Monaky Ferencz, István és Péter és Rákóczi Zsigmond adóztatták.
1603-ban I. Rudolf király Rákóczi Zsigmondnak újabb adományt adott a birtokra.
1644-ben itt a kuruc és labanc seregek között véres csata volt. 1711-ben a Rákócziak többi birtokaival együtt a Udvari Kamara foglalta el, míg Alsólucz 1732-ben Szirmay Tamásé és Fáy Gáboré lett.
1774-ben Szendrői Török József az ura. Később azután Alsólucz Rákóczi-jogon a gróf Aspremontoké, a felsőluczi puszta pedig a Monakiak révén az Andrássyaké lett. Az Aspremont-féle részt azután a gróf Erdődyek kapták, a 20. század elején gróf Erdődy Györgynek és gróf Andrássy Gézának volt itt nagyobb birtokuk s az előbbinek, az ide tartozó Sarkad-pusztán, csinos emeletes úrilaka is épült.
Kuruczvölgyi dűlőjéről azt tartja a hagyomány, hogy 1707-ben itt táborozott csapataival II. Rákóczi Ferenc.
1750-ben az egész község leégett, az 1600 körül épült református templommal együtt.
A Lányi Sándor vezette Tisza felmérés (1833-1846) alapján Széchenyi István ezen a vidéken indította meg ünnepélyes keretek között a szabályozási munkálatokat 1846. augusztus 27-én. Erre emlékeztet a folyó tiszadobi oldalán felállított emlékmű.
A 20. század elején Zemplén vármegye Szerencsi járásához tartozott.
1910-ben 2758 lakosából 2747 magyar volt. Ebből 814 római katolikus, 1660 református, 18 izraelita volt.

## Közélete

### Polgármesterei
| Polgármester | Polgármester     | Polgármester                |  |
| ------------ | ---------------- | --------------------------- |  |
| 1990–1994    | Nánássy Miklós   | független                   |  |
| 1994–1998    | Nánássy Miklós   | független                   |  |
| 1998–2002    | Nánássy Miklós   | Zempléni Településszövetség |  |
| 2002–2006    | Nánássy Miklós   | független                   |  |
| 2006–2010    | Majdanics László | független                   |  |
| 2010–2014    | Majdanics László | Fidesz-KDNP                 |  |
| 2014–2019    | Majdanics László | független                   |  |
| 2019–2024    | Siri Norbert     | független                   |  |
| 2024–        | Siri Norbert     | független                   |  |

## Népesség
A település népességének változása:
| Lakosok száma | 5247 | 5161 | 5064 | 4790 | 4741 | 4755 | 4679 |
|               | 2013 | 2014 | 2015 | 2021 | 2022 | 2023 | 2024 |

2001-ben a település lakosságának 85%-a magyar, 4%-a cigány volt, emellett 11%-a szerb nemzetiségűnek vallotta magát.
A 2011-es népszámlálás során a lakosok 92%-a magyarnak, 8,8% cigánynak mondta magát (8% nem nyilatkozott; a kettős identitások miatt a végösszeg nagyobb lehet 100%-nál). A vallási megoszlás a következő volt: római katolikus 41,4%, református 30,5%, görögkatolikus 1,1%, felekezeten kívüli 8,6% (17,5% nem válaszolt).
2022-ben a lakosság 89,7%-a vallotta magát magyarnak, 6,5% cigánynak, 0,2% németnek, 0,1% ukránnak, 0,1% románnak, 1,5% egyéb, nem hazai nemzetiségűnek (10,1% nem nyilatkozott; a kettős identitások miatt a végösszeg nagyobb lehet 100%-nál). Vallásuk szerint 29,2% volt római katolikus, 23,5% református, 1,6% görög katolikus, 0,7% egyéb keresztény, 0,1% evangélikus, 7,8% felekezeten kívüli (36,5% nem válaszolt).

## Közlekedés
A település megközelítése közúton illetve vasúton lehetséges.
Tiszadobbal a Tiszadobi pontonhíd köti össze.

## Híres lakók
- 1876-ig itt élt Ziegler Sándor uradalmi gépész, Gárdonyi Géza apja.
- Itt született Tóth-Máthé Miklós (1936–2019) József Attila-díjas magyar író, színművész.

## Nevezetességei
- Holt-Tisza
- Tájház
- Petőfi szobor
- Világháborús emlékmű
- 1956-os emlékmű
- Trianon tér az ország első Trianon tere
- Református templom és 40 méteres tornya, ami 1800-as évek közepén készülhetett 3 harang lakik a templom toronyban
- Katolikus templom Szent István király 900 éves jubileumára épült, tornyát 1988-ban kapta 2 harang lakik.
- Danka domb
- Messzilátó domb
- Bárányszegi Tragédia Emlékmű[forrás?]